# 최규출
최규출은 전국대학소방학과 교수협의회장, 동원대학교 교수를 역임한 대한민국의 소방기술자, 대학 교수이다.